# Batoteuthis skolops
Batoteuthis skolops är en bläckfiskart som beskrevs av Young och Johannes August Christian Roper 1968. Batoteuthis skolops ingår i släktet Batoteuthis och familjen Batoteuthidae. Inga underarter finns listade i Catalogue of Life.